# Yemen Times
Lo Yemen Times è il primo e il più letto giornale in inglese dello Yemen unito. Viene pubblicato due volte a settimana e ha una sua stamperia, un suo sistema pubblicitario e un suo servizio di notizie.
Fu fondato nel 1991 dal Prof. Abdulaziz Al-Saqqaf, un grande economo e attivista per i diritti umani, che ne fu anche direttore ed editore fino alla sua morte, nel 1991, per un incidente stradale. Nella sua missione aziendale, il professore scrisse che lo scopo di questo giornale è "rendere lo Yemen un miglior cittadino del mondo"
Lo Yemen Times ha uffici e corrispondenze in tutto lo Yemen. Supporta la libertà di stampa, il rispetto per i diritti umani, il pluralismo politico e la democrazia. Promuove le associazione non governative e altre forme di organizzazioni di civilizzazione. Sul piano economico supporta la liberalizzazione e il libero scambio con altri paesi.